# Let Pegasus Airlines 2193
Let Pegasus Airlines 2193 byl pravidelný vnitrostátní osobní let ze Smyrny do Istanbulu v Turecku provozovaný společností Pegasus Airlines. 5. února 2020, po přistání na letišti Sabihy Gökçenové, vyjel Boeing 737-800 z dráhy a rozlomil se. Tři lidé zemřeli, 179 lidí bylo zraněno a letadlo bylo zničeno. Je to první nehoda se smrtelnými následky v historii letecké společnosti. Stala se necelý měsíc po jiné nehodě společnosti Pegasus Airlines, kdy Boeing 737 na témže letišti vybočil z dráhy.

## Letadlo
Letoun Boeing 737-86J sériové číslo 37742, registrace TC-IZK byl v době havárie jedenáct let starý. Prvním majitelem byla dnes již zaniklá společnost Air Berlin, ta jej v květnu 2016 předala nynějšímu provozovateli. Ještě před nehodou Pegasus naplánoval přechod celé flotily na Airbusy a čekalo se jen na skončení leasingu.